# Ur (continente)

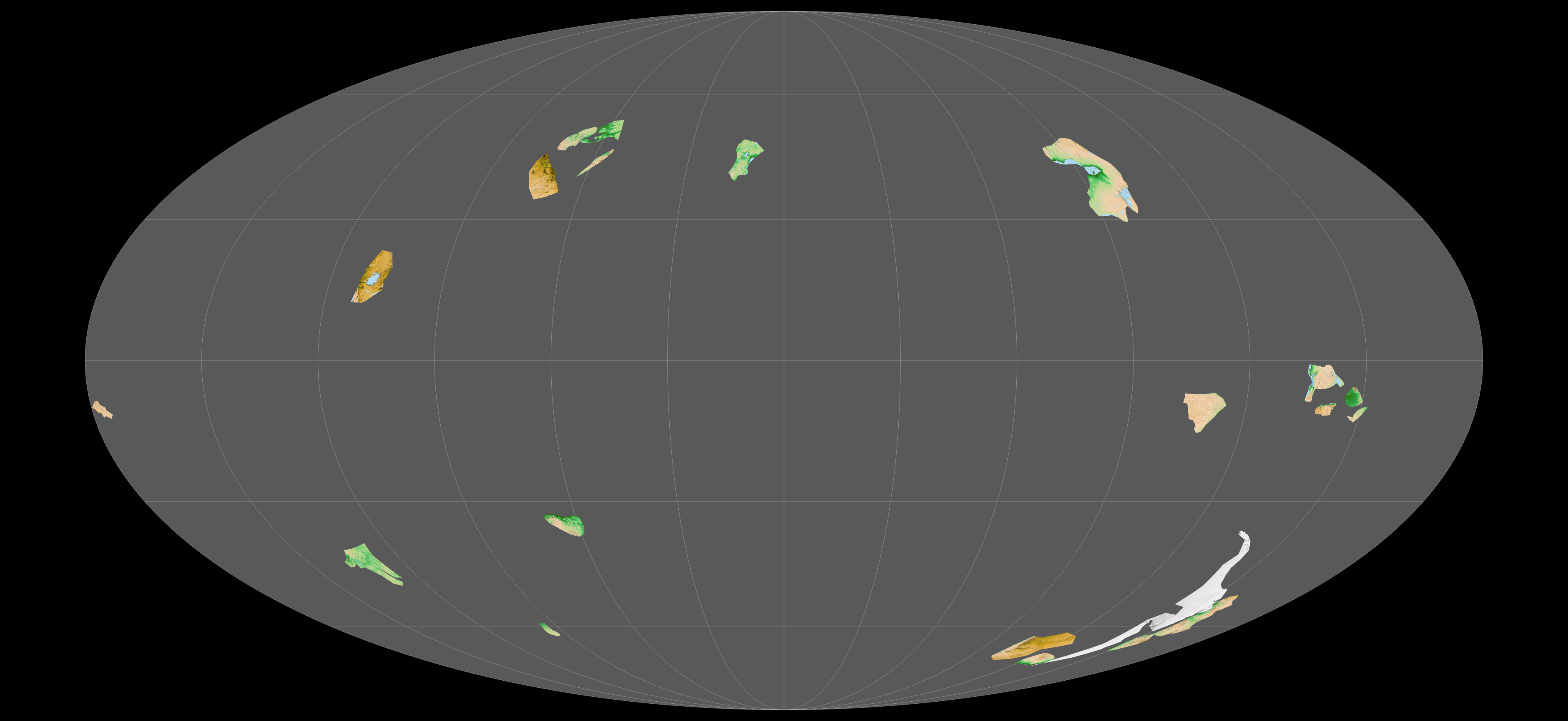
Formado há cerca de 3000 milhões de anos durante o eon Arqueano.

Ur foi um supercontinente formado há cerca de 3000 milhões de anos durante o eon Arqueano. É considerado o mais antigo continente na Terra, cerca de 500 milhões de anos mais antigo do que Árctica. O continente Ur juntou-se aos continentes Nena e Atlântica há cerca de 1000 milhões de anos para formar o supercontinente Rodínia. Ur pode ter sido precedido por outro supercontinente, Vaalbara, cuja formação se sugere que tenha acontecido há entre 3600 e 3100 milhões de anos.
As rochas deste continente são agora partes de África, do Continente Australiano e do Subcontinente Indiano. Durante o primeiro período da sua existência, Ur foi provavelmente o único continente na Terra, e é considerado um supercontinente, embora tenha provavelmente sido menor do que a Austrália é hoje. Apesar de ser o único continente na Terra, toda a restante massa terrestre encontrava-se na forma de pequenas ilhas graníticas e pequenas massas de terra, não tendo dimensão suficiente para serem consideradas como parte de qualquer continente.